# Un giorno migliore
Un giorno migliore è un singolo del gruppo musicale italiano Lùnapop, pubblicato il 27 novembre 1999 come secondo estratto dall'unico album in studio ...Squérez?.

## Descrizione
Il singolo viene pubblicato nei negozi il 27 novembre, arrivando alla vetta dei brani più trasmessi il 22 dicembre 1999, rimanendoci fino a marzo 2000.
Il verso della canzone Apri le tue ali e vola via con me è ripreso dalla canzone di Freddie Mercury Mr Bad Guy Spread your wings and fly away with me, di significato identico, è praticamente uguale anche nelle note.
La struttura armonica e il testo sono invece straordinariamente simili a Better Day degli Ocean Colour Scene, anche se Cesare Cremonini si è difeso dalle accuse di plagio sostenendo di aver scritto Un giorno migliore prima del 1996.

## Tracce
1. Un giorno migliore – 4:09
2. 50 Special (Unplugged) – 3:05

## Classifiche
| Classifica (2000) | Posizione massima |
| ----------------- | ----------------- |
| Italia            | 2                 |